# Skeelslund
Skeelslund er en lille Herregård som er oprettet af Anders Skeel i begyndelsen af 1770'erne. Skeelslund er nu en avlsgård under Birkelse. Gården ligger i Aaby Sogn, Kær Herred, Ålborg Amt, Aabybro Kommune. Hovedbygningen er opført i 1776 og anvendes i dag til forskellige erhvervslejemål.
Herregården ligger ca. 4 km. syd for Aabybro og kun ca. hundrede meter fra Ryå, som her krydses af Skeelslundbroen, hvor også Ryå Bådelaug er placeret.
Skeelslund er på 118 hektar

## Ejere af Skeelslund
- (1775-1776) Anders Holgersen Skeel
- (1776-1777) Regitze Sophie Gyldencrone gift Skeel
- (1777-1798) Frederik Christian Holgersen Skeel
- (1798-1815) Cathrine Elisabeth Cicignon gift Skeel
- (1815-1826) Sophus Peter Frederik Andersen Skeel
- (1826-1833) Amalie Hedevig Trampe gift Skeel
- (1833-1849) Jørgen Erik Frederik Sophusen Skeel
- (1849-1859) Charlotte Adelaide Ahlefeldt-Laurvig gift (1) Skeel (2) Skeel
- (1859-1897) Sophus Frederik Erik Otto Jørgensen Skeel
- (1897-1918) Jørgen Erik Frederik Sophusen Skeel
- (1918-1940) Fanny Elisabeth Gyldencrone gift Skeel
- (1940-1962) Ove Jørgensen Skeel
- (1962-1973) Ove Jørgensen Skeel / Erik Ludvig Ovesen Skeel
- (1973-1983) Erik Ludvig Ovesen Skeel
- (1983-1993) Erik Ludvig Ovesen Skeel / Jørgen Christian Eriksen Skeel
- (1993-) Jørgen Christian Eriksen Skeel